# 皮耶里诺·普拉蒂
皮耶里诺·普拉蒂（義大利語：Pierino Prati，1946年12月13日—2020年6月22日），意大利男子足球运动员，场上位置是前锋。他曾代表意大利国家队参加1970年国际足联世界杯和1968年欧洲足球锦标赛。